# Journal of Physical Organic Chemistry
Journal of Physical Organic Chemistry, скорочено J. Phys. Org. Chem. — щомісячний рецензований науковий журнал, який видається з 1988 року John Wiley & Sons. Він охоплює дослідження фізичної органічної хімії в її найширшому розумінні та доступний як в Інтернеті, так і в друкованому вигляді. Нинішнім головним редактором є Рік Тиквінскі (Університет Альберти).

## Найбільш цитовані статті
За даними Web of Science, три найбільш цитовані статті в журналі: 
1. Chiappe C, Pieraccini D. Ionic liquids: solvent properties and organic reactivity, 18(4): 275–297, 2005
2. Carmichael AJ, Seddon KR. Polarity study of some 1-alkyl-3-methylimidazolium ambient-temperature ionic liquids with the solvatochromic dye, Nile Red, 13(10): 591–595, 2000
3. Matyjaszewski K, Ziegler MJ, Arehart SV, et al. Gradient copolymers by atom transfer radical copolymerization, 13(12): 775–786, 2000

## Реферування та індексування
Журнал індексується в Chemical Abstracts Service, Scopus і Web of Science. Відповідно до Journal Citation Reports, імпакт-фактор журналу на 2021 рік становить 2,155.